# 코플랜드 (운영 체제)
코플랜드(Copland)는 애플 컴퓨터가 새로운 맥 OS를 만들기 위해 진행했던 프로젝트다. 이 프로젝트는 보호된 메모리, 선점형 멀티태스킹 외에 많은 새로운 기능을 추가하면서 기존의 맥 OS 소프트웨어랑 호환되게 하는 프로젝트다. 개발은 1994년 시작되었으며, 1995년 초부터 진행되었다. 이 때부터 이 운영 체제는 시스템 8이나 맥 OS 8로 불리기 시작했다.
개발 단계에서 프로젝트는 점점 불안해지고, 프로젝트 완성 일자도 점점 늦춰졌다. 당시 애플의 새로운 CEO였던 길 아멜리오는 엔지니어링 담당에 엘런 핸콕을 투입하는데. 그녀는 코플랜드의 개발을 빨리 중단하는 것이 최고의 방법이라 조언했고, 아멜리오는 곧바로 서드 파티 운영 체제를 찾게 된다. 1996년 8월, 애플은 넥스트 사를 인수하고, NEXTSTEP을 새로운 맥 OS의 기반으로 사용하기로 한다. 이 운영 체제는 2001년 3월 맥 OS X로 출시된다.
또한 엘런 핸콕은 새로운 맥 OS를 만드는 동안 현재 있는 시스템 7을 일단 향상시키는 것이 우선이라고 조언했다. 그래서 애플은 코플랜드와 상관없는 운영 체제에 맥 OS 8이라는 이름을 사용해서 출시했다.

## 배경

### 핑크 프로젝트
1987년 3월, 애플의 기술 관리자들이 미래의 맥 OS 개발에 관해서 미팅을 가졌다. 아이디어는 인덱스 카드에 작성되었고, 사용자 인터페이스에 색깔을 입히는 것과 같은 간단한 변화는 파란색 카드에 작성되고, 멀티태스킹, 객체 지향형 파일 시스템 같은 아주 큰 변화는 분홍색 카드에 작성되었다. 두 카드에 작성된 아이디어는 동시에 진행되기로 했고. 파란색 카드에 작성된 아이디어는 1990년이나 1991년 경에 내놓을 업데이트된 맥 OS에 포함시키고, 분홍색 카드에 작성된 아이디어는 1993년 경에 내놓을 완전히 새로운 OS에 포함 시키기로 했다.

### 탤리전트
1991년 4월 12일, 애플의 CEO 존 스컬리는 IBM PS/2에서 핑크 프로젝트를 시연했다. 당시 시스템은 완전한 시스템은 아니지만, 많은 부분에서 PC에서 구동되는 시스템 7처럼 보였다. IBM은 이 시스템에 아주 큰 관심을 가지며 두 회사는 협력 관계를 맺고 이 운영 체제를 개발하기로 한다. 이런 노력은 탤리전트라는 새로운 이름으로 공개되었다. 하지만 이 프로젝트에서 애플의 위치는 점점 위축되고, 애플의 직원들은 이 프로젝트가 IBM만의 프로젝트가 될 것이라는 티셔츠를 만들었다. 실제로 1995년 12월 19일, 애플은 이 프로젝트에서 제외되었으며 IBM은 이 프로젝트를 계속 진행해서 CommonPoint라는 소프트웨어를 내놓았지만. 약간의 주목만을 받고 곧 IBM의 관심에서 멀어졌다.

### 새로운 시도
당시의 맥 OS에 대한 문제는 아직도 애플이 잘 인지하고 있었으나, 탤리전트가 아직도 중요한 관계로 다른 프로젝트를 시작하기는 힘들었다. 몇가지 다른 프로젝트도 시도했지만, 모두 취소되었다. 1994년 많은 사용자들은 윈도우 95에 관심을 가지고 되고, 애플의 윈도우에 대한 대응 방법을 궁금해 했다.
이런 압박과, 탤리전트에서 점점 애플의 자리가 위축되어가는 모습. 또한 당시의 운영 체제의 문제점이 늘어나자. 애플은 새로운 운영 체제를 만들어야 했다. 현재 운영 체제의 문제점을 해결하고 사용자들의 신뢰를 다시 얻으려면, 새로운 프로젝트는 무조건 출시되어야 했다.
그러나 당시 있던 운영 체제의 많은 부분이 재 작성하기 힘들었던 탓에, 애플은 일단 새 커널에 기반한 멀티태스킹과 보호된 메모리를 지원하는 운영 체제를 만들어야 한다. 당시 존재하던 라이브러리는 새로운 시스템에 재작성되기에는 너무 많은 시간이 걸리기 때문에, 이 단계에서는 이런 프로그램들의 장점을 누리지 못했다. 만약 새로운 커널이 자리를 잡고 어느정도 업그레이드 된 버전이 출시되면, 이전 라이브러리를 새로운 커널에서 바로 돌릴 수 있게 하기로 했다.
시스템 7.5의 코드네임이 모짜르트였기에, 다음 운영 체제는 작곡가였던 애런 코플랜드의 이름을 따 코플랜드라고 코드네임을 지었다. 그 다음 시스템은 거쉬윈이라고 코드네임을 짓고. 이렇게 새 플랫폼으로의 이동을 끝마치기로 했다.

## 디자인

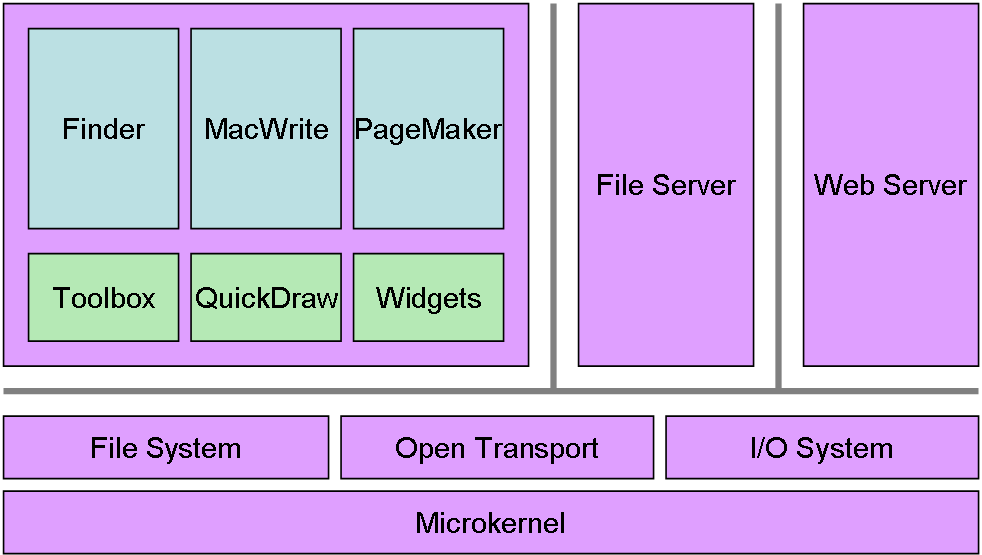
코플랜드 런타임 아키텍처

코플랜드는 맥 OS를 뉴커널이라는 작은 마이크로커널 위에서 구동하도록 디자인 돼있었다. 이 마이크로커널은 메모리 관리, 프로그램 시작등의 동작만 수행한다. 애플리케이션 서비스는 "협력형 매킨토시 툴박스 환경"(보통 블루 박스로 불림.)라는 단일 프로그램이 담당한다. 블루 박스는 단일 프로세스 안에 시스템 7 운영 체제를 내장하고 있다. 하지만 만약 블루 박스 안에 있는 한 애플리케이션이 충돌되면, 블루 박스 자체가 충돌되며 모든 프로그램이 작동을 멈춘다. 하지만 코플랜드 용으로 작성된 새로운 애플리케이션은 시스템 서버랑 바로 소통할 수 있으며, 이것은 안정성과 성능에 있어서 큰 장점을 준다. 또한 보호된 메모리로 개별 프로세스에서 작성될 수도 있다.
또한 코플랜드는 완전히 파워PC 프로세서에 최적화되어 있다. 시스템 7은 파워PC로 포팅되었으며, 이는 많은 성공을 안겨주었다. 하지만 여전히 모토로라 68000(68k) 프로세서용 코드를 시스템에 남겨두어야 했으며, 이런 코드를 제거하면 50% 이상의 성능 효과를 볼 수 있을 것이라고 애플은 WWDC 96에서 밝혔다.
코플랜드의 큰 도전은 이 모든 기능이 일반 매킨토시에서 사용할 수 있도록 되어야 한다는 점이었다. 당시 코플랜드의 목표는 시스템 7.5보다 50% 정도만 커지는 것이었다.

## 개발
코플랜드 프로젝트는 1995년 3월에 처음으로 발표되었다. 또한 코플랜드의 몇가지 기능들은 그해 5월에 있었던 WWDC에서 공개되었다. 애플은 1995년 말 즈음에 코플랜드의 베타를 출시하고. 1996년 초에 코플랜드를 출시하겠다고 약속했다. 하지만 1995년이 끝날때까지도 개발자 릴리즈 조차 출시되지 않았다.
프로젝트는 점점 새로운 운영 체제에서 멀어져 갔으며, 점점 코플랜드는 새로운 파일 관리 시스템과는 상관없는 QuickDraw GX, OpenDoc, 시스템 객체 모델 같은 새로운 기술의 집합이 되어 가고 있었다. 점점 코플랜드에 추가해야할 가능들은 많아져 갔다. 개발자들은 비관적이었으며, 1996년 릴리즈에 대해 "코플랜드가 1996년에 출시되는 일 따윈 없을 거다. 1997년에라도 출시가 될지 모르겠다."라고 말했다.

## 개발자 릴리즈
WWDC 96에서 애플의 새로운 CEO 길 아멜리오는 키노트에서, 당시부터 시스템 8이라는 이름으로 알려져 있던 코플랜드에 대해 얘기했다. 그는 시스템 8은 모든 애플 개발자들의 관심이고, 개발자들에게는 8월 즈음에 출시되며, 풀 릴리즈는 늦가을 즈음으로 계획되어 있다고 했다. 시스템 8에 대한 데모는 아주 적었지만. 시스템 8에 들어가는 여러 기술과 사용자 인터페이스가 소개되었다. 새로운 파일 시스템에 관해서는 언급도 되지 않았다. 이 운영 체제를 실제로 사용하는 방법은 개발자 연구소에 등록하는 방법밖에 없었다.
운영 체제의 전체적 경험은 심각했었다. 텍스트 편집 기능이 없어서, 파일을 열고, 보는 것 외에는 아무것도 할 수 없었다. 텍스트 박스에 텍스트를 넣어도 아무것도 쳐지지 않았다. 또한 지속적으로 운영 체제는 충돌되었다. 주된 이유는 디스크에 있는 시스템 파일이 손상되었다는 것이다. 또한 많은 사람들이 마이크로커널이 정교하지 않다는 점에 대해 비판했다.
1996년 8월, "개발자 릴리즈 0"이 아주 적은 파트너들에게 배포되었다. 하지만 향상된 안정성을 보여주기 보다는 충돌 되기 일쑤였고, 이 환경에서 개발하기 조차 힘들 정도였다.

## 개발 취소
여름이 지나고도 상황은 전혀 나아지지 않았다. 아멜리오는 코플랜드가 "각각 다른 팀들이 개발한 몇가지 조각의 덩어리"일 뿐이라고 했다. 이 상황을 해결하기 위해 아멜리오는 엘런 핸콕을 엔지니어링 팀에 투입하고, 코플랜드의 개발을 다시 시작했다. 몇 달이 지나고, 핸콕은 현재 상황은 희망이 없고, 다른 회사에서 완전히 새로운 운영 체제를 사는 것이 훨씬 좋은 방법이라고 조언했다. 애플은 코플랜드를 1996년 8월에 공식적으로 취소했다.
BeOS를 인수하거나 썬 마이크로시스템즈와 합병한다는 루머가 도는 가운데, 애플은 예상을 깨고 1996년 12월 넥스트 사를 구매한다는 선언을 했다. 아멜리오는 "애플은 플랜 Be 대신 플랜 A를 선택했다"라고 선언했다. 새로운 프로젝트는 넥스트 사의 오픈스텝을 매킨토시 플랫폼으로 포팅하는 것이었고, 이름은 랩소디었다. 이 프로젝트는 2001년 맥 OS X라는 이름으로 릴리즈 됐다.
핸콕의 계획에 따라. 시스템 7.5의 개발은 계속되었다. 안정성과 성능은 맥 OS 7.6에서 많이 향상되었으며, 코플랜드에서 개발되던 새로운 파인더, 플래티넘 테마등은 맥 OS 7.7에 추가되었다. (후에 이름이 맥 OS 8로 바뀐다.) 그 후 맥 OS 8.1은 새로운 파일 시스템을 추가하고, 맥 OS 8.6은 나노커널을 추가했다. 또한 기존에 코플랜드의 향상된 검색 기능, 기본 웹 브라우저, 비디오 컨퍼런싱은 각각 스팟라이트. 사파리. iChat AV라는 이름으로 추가되었다. 대신 각 기능에 대한 사용자 인터페이스는 완전히 다르다.

## 하드웨어 요구 사항
개발자 릴리즈에 포함되어 있던 문서에 따르면, 코플랜드는 다음과 같은 하드웨어를 지원한다.
- Power Macintosh 6100 / 7100 / 8100 / 7200 / 7500 / 8500
- 모든 애플 키보드와 마우스 지원
- 시스템 7.5 및 250MB 이상의 하드 디스크 공간
- 256색 혹은 6만개 이상(8비트 / 16비트)의 색상을 지원하는 모니터

## 같이 보기
- 맥 OS
- 맥 OS의 역사